# 大津市立瀬田小学校
大津市立瀬田小学校（おおつしりつ せたしょうがっこう）は、滋賀県大津市大江四丁目にある公立小学校。

## 沿革
- 1875年（明治8年） - 「漸進学校」（大江地区）と「啓蒙学校」（橋本・神領地区）が創設される。
- 1876年（明治9年） - 「萱野学校」（南大萱地区）が創設される。
- 1877年（明治10年） - 「萱野学校」を「共進学校」に改称する。
- 1886年（明治19年）- 既存校を統合する形で「尋常科大江小学校」の名称となる（校地はそのまま）。
- 1893年（明治26年）- 大江・橋本・神領等の地区の学校を「瀬田南尋常小学校｣、南大萱地区の学校を「瀬田北尋常小学校」に改称する。
- 1897年（明治30年） - 瀬田南尋常小学校に瀬田北尋常小学校が合併、瀬田南尋常小学校は瀬田尋常高等小学校に改称する。
- 1941年（昭和16年） - 瀬田町立瀬田国民学校に改称する。
- 1947年（昭和22年）4月1日 - 学制改革により瀬田町立瀬田小学校に改称する。
- 1967年（昭和42年）4月1日 - 大津市と合併し、大津市立瀬田小学校に改称する。
- 1976年（昭和51年）4月1日 - 当校から大津市立瀬田南小学校が分離する。
- 1980年（昭和55年）4月1日 - 当校から大津市立瀬田東小学校が分離する。
- 1989年（平成元年）4月1日 - 当校から大津市立瀬田北小学校が分離する。

（注記なき出典：）

## 基礎データ

### 象徴
- 校歌 - 作詞：瀬田小学校、作曲：岡田二朗[3]

### スローガン
- 校訓 - よく考え よくはたらき よく助け合う[1]
- 教育目標 - 自分も人も大切に[1]

## 通学区域
- 大津市
  - 大江一丁目 - 大江八丁目、一里山七丁目、瀬田大江町[4]    - （※但し、大江二丁目・大江三丁目・大江四丁目の一部を除く[4]）

## 主な進学先
- 大津市立瀬田中学校[4]

## アクセス
鉄道
- JR琵琶湖線（東海道本線）瀬田駅下車、徒歩約11分[5]。

バス
- JR琵琶湖線（東海道本線）瀬田駅または石山駅から近江鉄道バス。「大江」停留所下車、徒歩約3分[5]。  - （京阪石山坂本線は京阪石山駅または唐橋前駅下車。両駅から近江鉄道バスに乗換え）

## 著名な卒業生
- 伊藤満洲雄（実業家、伊藤博文の孫）
- 平田大樹（プロ野球選手）[6]